# Dexter
Dexter je ameriška televizijska nadaljevanka, ki temelji na romanu Dexterjeve mračne sanje (Darkly Dreaming Dexter) Jeffa Lindsayja.
Scenarij za pilotsko epizodo televizijske predelave je napisal z emmyjem nagrajeni scenarist James Manos ml. Zgodba se dogaja v Miamiju, temelji na osebnosti Dexterja Morgana (Michael C. Hall), ki je serijski morilec, zaposlen v Miami Metro Police kot forenzik.
Glavna ustvarjalna sila v ozadju serije sta bila izvršna producenta Daniel Cerone in Clyde Phillips, vendar je Cerone po drugi sezoni zapustil serijo. Premierno je bila predvajana 1. oktobra 2006. Dexter je bil deležen odobravanja kritikov in je osvojil dva emmyja v tehničnih kategorijah. Po drugi strani pa je tudi tarča javnih polemik o njegovi vsebini in načinu promocije. 17. februarja 2008 so na televizijski mreži CBS pričeli predvajati preurejeno verzijo serije, da bi nadomestili pomanjkanje nove vsebine, ki jo je povzročila stavka ameriških scenaristov. Showtime je serijo potrdil za sedmo in osmo sezono. Sedma sezona je v ZDA prišla septembra 2012. Osma in zadnja sezona se je zaključila septembra 2013.
V Sloveniji serijo predvajata POP TV in Kanal A od jeseni 2008. POP TV je premierno predvajal prve tri sezone, nova, četrta, pa je prišla v sredo, 2. maja, ob polnoči, na Kanal A. Na sporedu je bila od ponedeljka do četrtka okoli 23.40 in se je končala v torek, 22. maja 2012 ob 23.35.

## Opis serije
Dexter sledi življenju Dexterja Morgana, strokovnjaka za krvne vzorce pri miamijskem oddelku za umore, ki je v prostem času serijski morilec. Njegov krušni oče, Harry Morgan, ga je podučil, naj ubija le tiste, ki si »to zaslužijo«; večinoma druge morilce, ki so se izognili roki pravice ali jih sploh niso osumili zločinov. Dexter mora svojo skrivno življenje skrivati pred svetom in navzven kazati, da je normalen.

## Pomembnejše nagrade in nominacije
- 4 emmyji (uvodna špica, montaža slike, oboje 2007; najboljši gostujoči igralec v dramski seriji - John Lithgow /2010/, najboljša režija v dramski seriji /2010/) in 15 nominacij (med drugim za najboljšo dramsko serijo /2008, 2009 in 2010/ ter Michael C. Hall za najboljšega glavnega igralca v dramski seriji /2008, 2009 in 2010/)
- 2 zlata globusa (glavni igralec v dramski seriji - Michael C. Hall; stranski igralec v seriji, miniseriji ali TV-filmu - John Lithgow, oboje 2010) in 8 nominacij
- 7 nagrad satellite in 12 nominacij
- 4 nagrade saturn in 9 nominacij

## Pregled sezon
| Sezona | Sezona   | Št. epizod | Prvič predvajano v ZDA | Prvič predvajano v ZDA | Prvič predvajano v Sloveniji | Prvič predvajano v Sloveniji |
| Sezona | Sezona   | Št. epizod | Premiera sezone        | Finale sezone          | Premiera sezone              | Finale sezone                |
| ------ | -------- | ---------- | ---------------------- | ---------------------- | ---------------------------- | ---------------------------- |
|        | Sezona 1 | 12         | 1. oktober 2006        | 17. december 2006      | 18. oktober 2008             | 3. januar 2009               |
|        | Sezona 2 | 12         | 30. september 2007     | 16. december 2007      | 4. november 2009             | 24. november 2009            |
|        | Sezona 3 | 12         | 28. september 2008     | 14. december 2008      | 4. februar 2011              | 22. april 2011               |
|        | Sezona 4 | 12         | 27. september 2009     | 13. december 2009      | 2. maj 2012                  | 22. maj 2012                 |
|        | Sezona 5 | 12         | 26 . september 2010    | 12. december 2010      | /                            | /                            |
|        | Sezona 6 | 12         | 2. oktober 2011        | 18. december 2011      | /                            | /                            |
|        | Sezona 7 | 12         | 30. september 2012     | 16. december 2012      | /                            | /                            |
|        | Sezona 8 | 12         | 30. junij 2013         | 22. september 2013     | /                            | /                            |